# Trieste Del Grosso
Trieste Del Grosso (Chieti, 15 ottobre 1915 – Chieti, 3 dicembre 1943) è stato uno scultore, militare e partigiano italiano.

## Biografia
Nacque a Chieti il 15 ottobre 1915. Si diplomò al Liceo scientifico Filippo Masci di Chieti, studiò Belle Arti a Roma e intraprese l'attività artistica.
Durante la seconda guerra mondiale partecipò alla campagna di Grecia, come capitano di artiglieria, nel 13º Reggimento Fanteria "Pinerolo". Il 3 dicembre 1943 fu ferito a un fianco. Dopo l'8 settembre 1943, diventò partigiano e si arruolò nella Banda Palombaro.
Il 3 dicembre 1943 si riunì con altri partigiani per incontrare due presunti ufficiali inglesi e preparare azioni contro i tedeschi. L'incontro era un tranello ordito da alcuni nazifascisti, tra cui Pietro Caruso, successivamente Questore di Roma durante l'eccidio delle Fosse Ardeatine, che era giunto a Chieti a capo di un nucleo di arditi. All'irruzione dei nazifasciti Trieste viene ucciso mentre gli altri partigiani furono portati a Bussi, ove vennero processati e fucilati il 14 dicembre 1943.

## Attività di scultore
Realizzò il busto di Giovanni Chiarini (1936), collocato in Piazza Mazzini e poi nella Villa Comunale di Chieti. Nel 2014 gli fu dedicata una retrospettiva nella città natale.